# Carmelo Lisón Tolosana
Carmelo Lisón Tolosana   (La Puebla de Alfindén, 19 de novembre de 1929 - Madrid, 17 de març de 2020) fou un antropòleg social aragonès, acadèmic de la Reial Acadèmia de Ciències Morals i Polítiques.

## Biografia
Doctor en Filosofia i Lletres per la Universitat Complutense de Madrid des de 1970 i en Antropologia Social i Cultural per la Universitat d'Oxford des de 1963, també fou catedràtic d'Antropologia Social a la Universitat Complutense de Madrid des de 1979 fins a la seva jubilació en 2000. Treballà com a professor visitant a les Universitats de Manchester, Roma, Sorbona, Florida, Cornell, Edimburg, Campinas (Sao Paulo) i Santiago de Xile.
Va escriure més d'una vintena de llibres, a més de col·laboracions en diferents publicacions, sobre temes antropològics. Com a resultat dels seus treballs de camp a Galícia publicà, entre altres obres, Antropología Cultural de Galicia (1971) o Perfiles simbólico-morales de la cultura gallega (1984).
El 1966 va publicar a Oxford la seva tesi sobre "Belmonte de los Caballeros", inèdita a Espanya encara que usada com a llibre de text en nombroses universitats europees i estatudinenques, segons les seves pròpies afirmacions. Molts dels seus assajos i treballs de camp estaven relacionats amb Aragó i Galícia, per la qual cosa va obtenir el reconeixement d'ambdues comunitats. El 1993 va rebre el Premi Aragó en Ciències Socials i Humanitats i en 2005 la medalla de plata de la Xunta de Galícia. Fou investit doctor honoris causa per la Universitat de Múrcia. També dedicà alguns dels seus assajos a la recerca sobre la bruixeria i el dimoni.
Morí a Madrid el 17 de març de 2020.

## Obres
- Antropología Cultural de Galicia (1971, Siglo XXI, Madrid).
- La antropología social en España, 1971.
- Invitación a la Antropología cultural en España, 1971.
- Ensayos de antropología social (1973, Editorial Ayuso, Madrid).
- Estructura antropológica de la familia en España, 1976.
- Antropología social y hermenéutica, 1983.
- Endemoniados en Galicia hoy, 1984.
- Individuo, estructura y creatividad: etopeyas desde la antropología cultural, 1984.
- Perfiles simbólico-morales de la cultura gallega (1984).
- Antropología social: reflexiones incidentales, 1987.
- La España mental 1. El problema del mal, 1990.
- Demonios y exorcismos en los siglos de oro, 1990.
- Endemoniados en Galicia hoy. La España mental II, 1990.
- La imagen del rey: monarquía, realeza y poder ritual en la Casa de los Austrias, 1991 (amb Salustiano del Campo Urbano).
- Individuo, estructura y creatividad, 1992.
- Aragoneses: políptico desde la Antropología Social, 1992.
- Las brujas en la historia de España, 1992.
- Las máscaras de la identidad: claves antropológicas, 1997.
- La Santa Compaña: fantasías reales, realidades fantásticas, 1998.
- Caras de España: desde mi ladera, 2002.
- La España mental 2. El problema del mal, 2004.
- Brujería, estructura social y simbolismo en Galicia, 2004.
- Antropología cultural de Galicia (obra recompilatoria en 6 vols.) 2004.
- La fascinación de la diferencia. La adaptación de los jesuitas al Japón de los samuráis, 1549-1592, 2005.
- Introducción a la antropología social y cultural, 2007.